# Vanessa buana
Vanessa buana är en fjärilsart som beskrevs av Hans Fruhstorfer 1898. Vanessa buana ingår i släktet Vanessa och familjen praktfjärilar. Inga underarter finns listade i Catalogue of Life.